# 田金钢
田金鋼（1957年12月—），男，漢族，河南安陽人，大專學歷，哲學碩士。1981年3月參加工作，1985年9月加入中國共產黨。

## 生平
1981年3月開始，陸續在安陽縣、安陽市人民政府下屬單位工作，曾任安陽市水利局局長。2005年8月，調任新疆阿克蘇地委副書記、行政公署副專員。2009年2月，再調回河南擔任中共洛陽市委農工委書記。2012年8月，改任中共洛陽市委組織部部長。2015年2月，出任河南省人力資源和社會保障廳副廳長。2017年6月，任河南省人力資源和社會保障廳巡視員。同年12月，正式退休。
2020年7月19日，河南省紀委監委宣布田金鋼涉嫌嚴重違紀違法，正在接受紀律審查和監察調查。